# YF-75
YF-75是中国第二代上面级液氢液氧火箭发动机，其上一代为YF-73，下一代为YF-75D。YF-75用于长征三号甲系列运载火箭（长征三号甲、长征三号乙、长征三号丙）的第三级、长征七号改运载火箭的第三级和长征八号运载火箭的第二级，两台发动机通过机架并联使用。
发动机可双向摇摆，最大摆动角度4度。具有两次启动能力，使用固体火药启动器作为涡轮泵的启动能源，推力室用固体烟火点火器点火。采用燃气发生器循环，由两台气动串联的涡轮泵分别为推力室供应液氢和液氧，液氢泵转速42000转每分钟，液氧泵转速20000转每分钟。
1982年开始研制，1989年开始进行试车，到1993年1月为止，共试车22065秒，启动67次，并做到了点火12次、工作3000秒后无故障。1994年2月8日首次飞行，作为长征三号甲运载火箭的第三级。1996年起作为长征三号乙运载火箭的第三级使用。2008年起作为长征三号丙运载火箭的第三级使用。2020年起作为长征七号改运载火箭的第三级使用。2020年起作为长征八号运载火箭的第二级使用。

## 参阅
- YF系列火箭发动机